# Elisenbrunnen
De Elisenbrunnen is een historisch gebouw in het centrum van de Duitse stad Aken. Het paviljoenachtig bouwwerk bevat een tweetal drinkwaterfonteinen die verbonden zijn met een warmwaterbron, de Kaiserquelle. De Elisenbrunnen ("Elisefontein") is vernoemd naar de Pruisische kroonprinses Elisabeth ("Elise") Ludovika van Beieren, dochter van de Beierse koning Maximiliaan I en echtgenote van de latere Pruisische koning Frederik Willem IV.
De Elisenbrunnen kwam tot stand tussen 1824 en 1827 naar een ontwerp van Johann Peter Cremer in samenwerking met Karl Friedrich Schinkel. Ondanks het feit dat het gebouw na de oorlog geheel herbouwd is, geldt het als een voorbeeld van neoclassicistische architectuur in Duitsland. Het paviljoen is een beschermd monument onder het Denkmalschutzgesetz Nordrhein-Westfalen.

## Geschiedenis
De stad Aken is vanwege de vele thermale bronnen al sinds de oudheid een bad- en kuuroord van betekenis. De Romeinen gebruikten de warmwaterbronnen al bij de bouw van hun thermen. De keuze van Karel de Grote om zijn hoofdresidentie in Aken te vestigen zou zijn ingegeven door de aanwezigheid van de bronnen. Aan het einde van de zeventiende eeuw werd Aken een modieus kuuroord dat door tal van gekroonde hoofden en beroemdheden werd bezocht.

### Bouwgeschiedenis
In 1819 besloot het stadsbestuur in de nabijheid van de bestaande Kaiserquelle een kuurzaal te bouwen met daarin een drinkfontein voor Heilwasser, het heilzaam geachte mineraalwater van de Kaiserquelle. De nieuwe kuurzaal moest een representatief gebouw worden in een parkachtige omgeving op circa 200 meter afstand van de bron. Vanwege de goede morfologische ligging (de gelijkmatige helling vanaf de Kaiserquelle) werd gekozen voor de locatie aan de Kapuzinergraben, die op dit punt werd omgedoopt in Friedrich-Wilhelm-Platz.

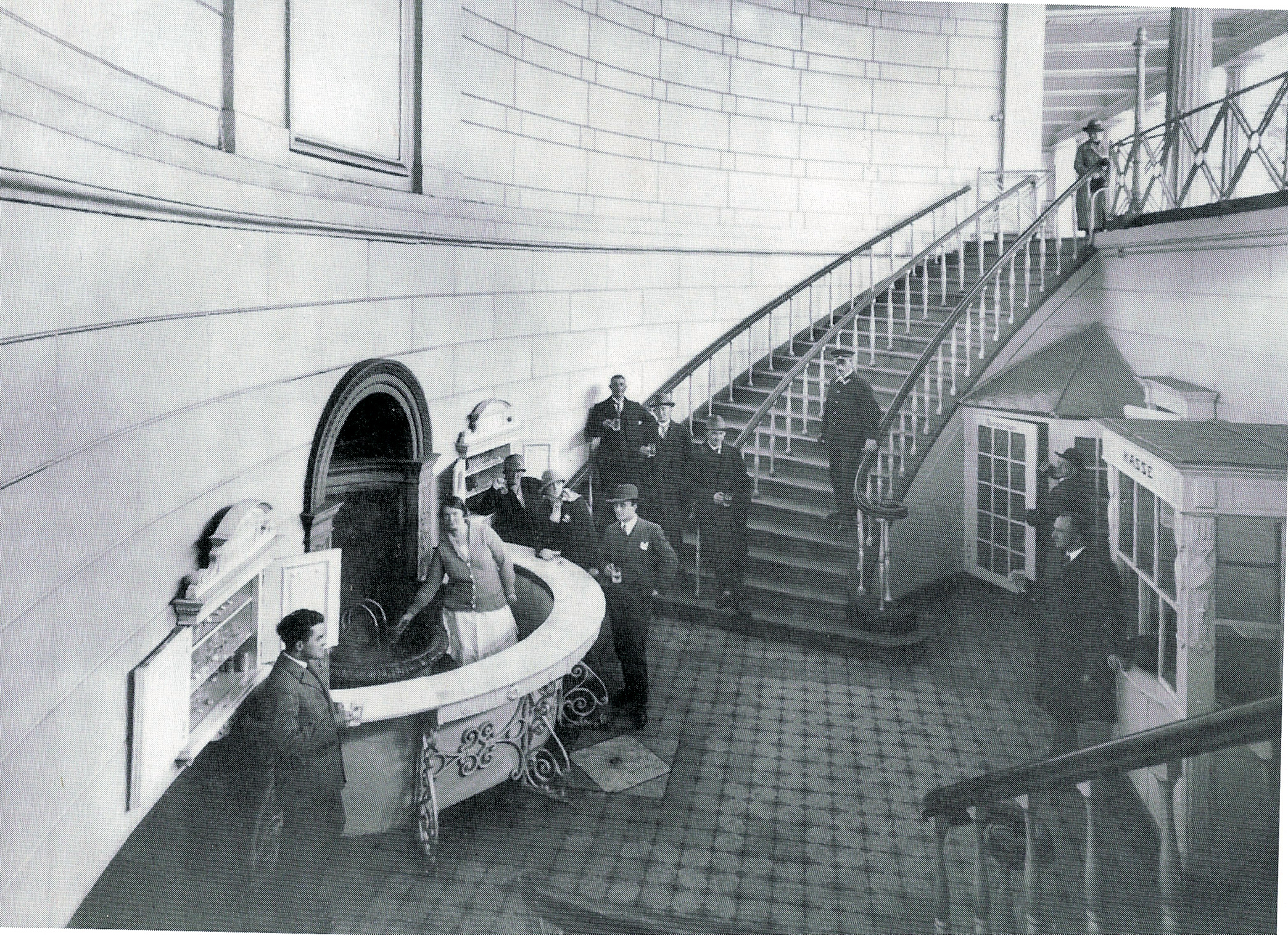
Verdiept aangelegd wateruitgiftepunt; rechts de kassa, ca. 1925

De eerstesteenlegging vond plaats op 16 november 1822 ter gelegenheid van het 25-jarig troonjubileum van de Pruisische koning Frederik Willem III. De bouwplannen moesten echter nog goedgekeurd worden door de Pruisische regering. In 1823 onderging Cremers ontwerp een herziening door de beroemde architect Karl Friedrich Schinkel, die destijds werkzaam was bij de Oberbaudeputation in Berlijn, een overheidsinstantie voor het bouwtoezicht. In 1824 werd de bouwvergunning verleend en kon de bouw worden voortgezet. Het achterste deel van de Elisenbrunnen werd gebouwd op de resten van de eerste middeleeuwse stadsmuur van Aken (Barbarossa-Mauer). In 1825 moest de bouw opnieuw worden stopgezet vanwege geldtekort. De Elisenbrunnen werd geopend op 2 mei 1827, hoewel de officiële inwijding pas een jaar later plaatsvond.
De beheerder van de Elisenbrunnen woonde naast het gebouw. De toegang tot het ondergrondse kanaal naar de Kaiserquelle bevond zich in zijn woning. De lengte van de loden pijpleiding bedroeg 680 voet (ca. 204 m). Het 46°C hete Kaiserquellwasser verloor op dit traject 2,5°C. Het water werd geserveerd in een verdiept aangelegde ruimte in de rotundahal van de Elisenbrunnen, bereikbaar via twee elegant gebogen trappen. Het proeven van het thermale water was oorspronkelijk tegen betaling. In 1938 werd de laag gelegen drinkzaal gesloten en werden enkele meters hoger twee drinkfonteinen aangelegd.
Vanaf 1907 huisvestte het noordelijk paviljoen het kantoor van de in 1902 opgerichte Akense Vereniging voor Toerisme (Aachener Verkehrsverein). In het zuidelijk paviljoen was een restaurant gevestigd met in de zomer een populair terras dat zich voor het hele gebouw uitstrekte. Achter het Elisenbrunnengebouw ligt de Elisengarten, een klein park dat in 1852 werd aangelegd naar ontwerp van de beroemde Pruisische tuin- en landschapsarchitect Peter Joseph Lenné. Van 1873 tot 1891 stond hier een extra drinkfontein, waardoor kuurgasten die een mineraalwaterdrinkkuur volgden het park niet hoefden te verlaten.

### Tweede Wereldoorlog: vernietiging en wederopbouw
Tijdens de Tweede Wereldoorlog werd de Elisenbrunnen bijna volledig verwoest door een bombardement op 14 juli 1943. In 1948 werd een architectuurwedstrijd uitgeschreven om de Elisenbrunnen en omgeving opnieuw vorm te geven. De ingediende ontwerpen, waarvan sommige zeer modern waren, leidden tot heftige controverses. De reacties maakten duidelijk dat het gebouw innig in de harten van de Akenaren was verankerd. De beroemde architect (en Akenaar) Ludwig Mies van der Rohe pleitte tijdens een bezoek aan zijn geboortestad voor een ongewijzigde herbouw van de Elisenbrunnen en zo gebeurde het ook. In 1953 konden de drinkwaterfonteinen weer in gebruik worden genomen.
Het VVV-kantoor werd na de herbouw in het zuidelijk paviljoen gevestigd, waar zich ook een kuurruimte voor kuurgasten bevond; het restaurant verhuisde naar het noordelijk paviljoen. Voor het gebouw werd een fontein met een hardstenen bassin en bronzen zeepaardjes geplaatst (Gerhard Thomalla, 1956). Het bassin bleek slecht bestand tegen het warme, mineraalhoudende water en in 1971 verhuisde de zeepaardjesfontein naar Burtscheid (Kleverstraße/Kapellenstraße). Voor de Elisenbrunnen werden nu twee bassins van Afrikaans graniet geplaatst, waarbij het water van de Kaiserquelle uit twee leeuwenmuilen borrelt.

### Ontwikkeling na 2000
In 2009 was de Elisenbrunnen enkele maanden gesloten voor bezoekers, omdat er constructieve gebreken waren vastgesteld in het gewelf van de kelderruimte onder de centrale rotunda. Na versteviging van de constructie werden de vloer en het plafond van het gewelf gereconstrueerd met blauwe hardsteen, het oorspronkelijke materiaal.
Sinds 2014 staat bij het zuidelijk paviljoen een bronzen maquette van het gebouw, geschonken door de plaatselijke Rotary Club.
De Elisenbrunnen wordt tegenwoordig regelmatig gebruikt voor culturele evenementen. Zo is er op zondagen in het zomerseizoen salsa- en tangodansen. Ook zijn er soms fototentoonstellingen, zoals tijdens het jaarlijkse culturele festival Across the borders.

## Architectuur
De Elisenbrunnen is door de architecten Johann Peter Cremer en Karl Friedrich Schinkel vormgegeven als een vrijstaand paviljoen in de stijl van het neoclassicisme.

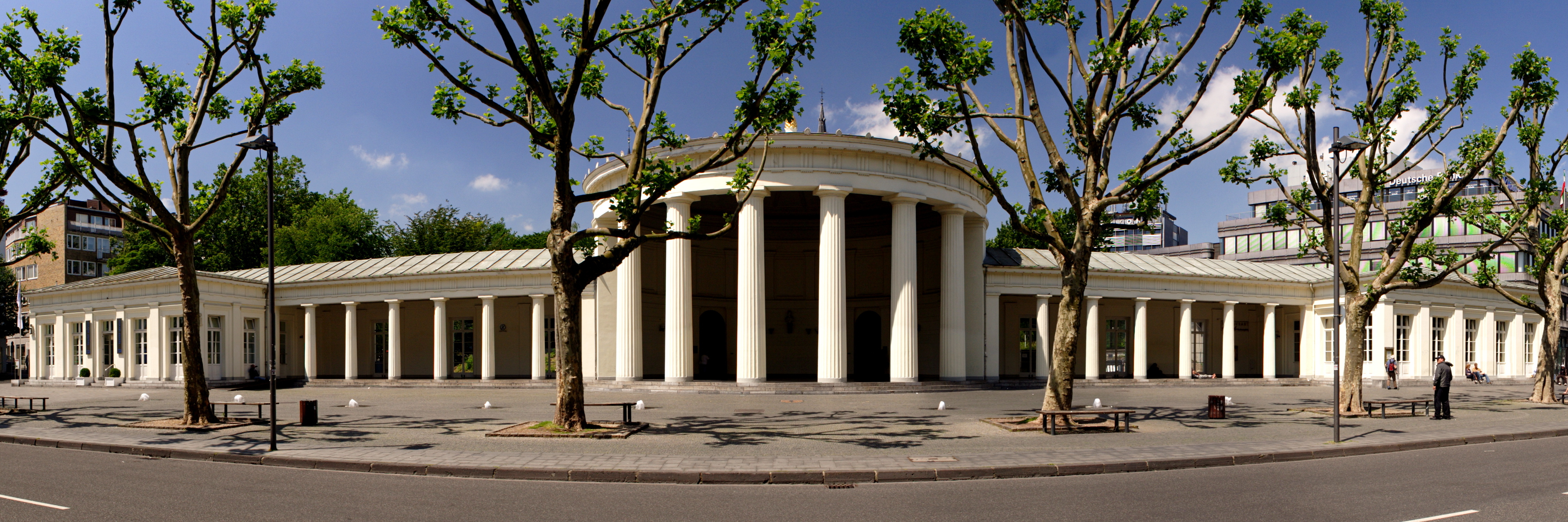
Panoramafoto vanaf de Friedrich-Wilhelm-Platz (iets vertekend)

Het bouwwerk bestaat uit een open colonnade met een rij Dorische zuilen en links en rechts daarvan een hoekpaviljoen. De totale breedte van het gebouw bedraagt circa 83 meter (266 Rijnlandse of Pruisische voet). De centrale rotunda heeft een diameter van 17,7 m, een binnenhoogte van 11,3 m en een buitenhoogte van 14,4 m. Het met zink beklede kegeldak wordt bekroond met een verguld ornament in de vorm van een pijnappel. De twee zijcolonnades hebben elk een lengte van circa 28 m. In de westgevel van deze gaanderij bevinden zich op regelmatige afstanden dubbele deuren, die toegang geven tot het park. De hoekpaviljoens hebben elk een rechthoekige plattegrond van circa 12 × 8,5 m en zijn beide voorzien van marmeren vloeren. Het gehele complex is gedekt met zinken zadel- of tentdaken.
De twee drinkfonteinen in de rotunda zijn de reden waarom het bouwwerk is opgericht. Het circa 45°C warme water van de Kaiserquelle wordt via pijpleidingen van de nabije Büchelhoogte naar de fonteinen geleid. Het water bevat een hoog zwavelgehalte, waardoor de Elisenbrunnen altijd een kenmerkende geur van rotte eieren (waterstofsulfide) afgeeft. Vanwege de chemische samenstelling van het thermale water moet het wettelijk als een geneesmiddel worden beschouwd en mag het volgens de Duitse geneesmiddelenwet alleen onder toezicht worden verstrekt. Om de drinkwaterfonteinen van de Kaiserquelle na de verbouwingswerkzaamheden toch in gebruik te kunnen nemen, werden bij beide fonteinen bordjes met de tekst "geen drinkwater" geplaatst.
De portretbuste van Elisabeth Ludovika van Beieren ("Elise"), naamgeefster van het paviljoen, werd in 1828 door de Berlijnse beeldhouwer Christian Friedrich Tieck vervaardigd en kreeg in 1832 een centrale plaats in de rotunda. Bij de wederopbouw na de oorlog werd de marmeren buste vervangen door een kopie van gips en werd het origineel overgedragen aan het Suermondt-Museum. De marmeren plaquettes in de zuilenhal werden aangebracht tijdens de eerste grote verbouwing in 1883. Ze bevatten de namen van beroemdheden die als kuurgasten het water van de Kaiserquelle dronken, vóór de bouw van de Elisenbrunnen. Onder hen bevinden zich de Russische tsaar Peter de Grote, de Pruisische koning Frederik de Grote, de Nederlandse stadhouders Willem IV en Willem V en hun echtgenoten, de Italiaanse verleider Giacomo Casanova en de Duitse componist Georg Friedrich Händel.

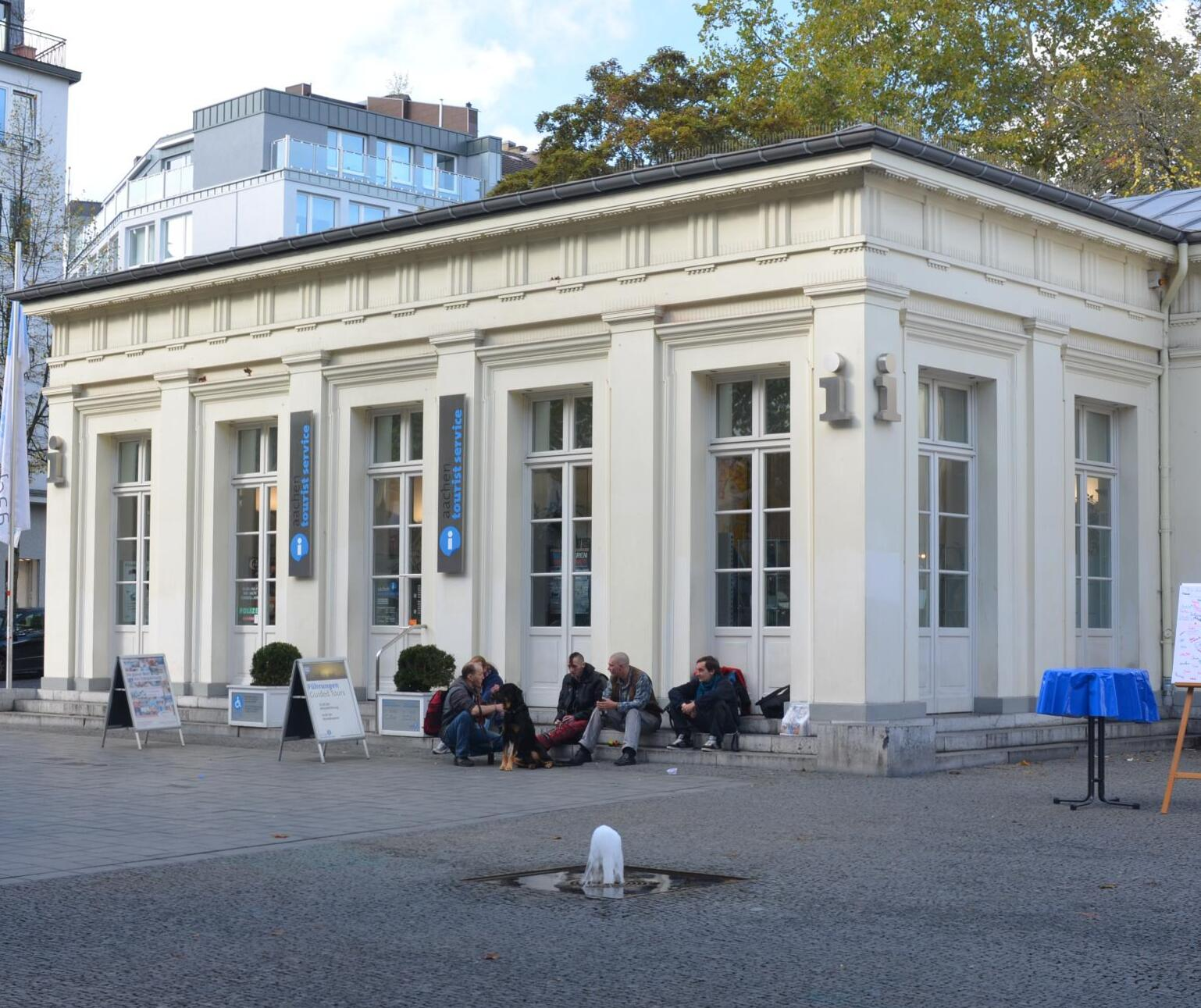
Zuidpaviljoen
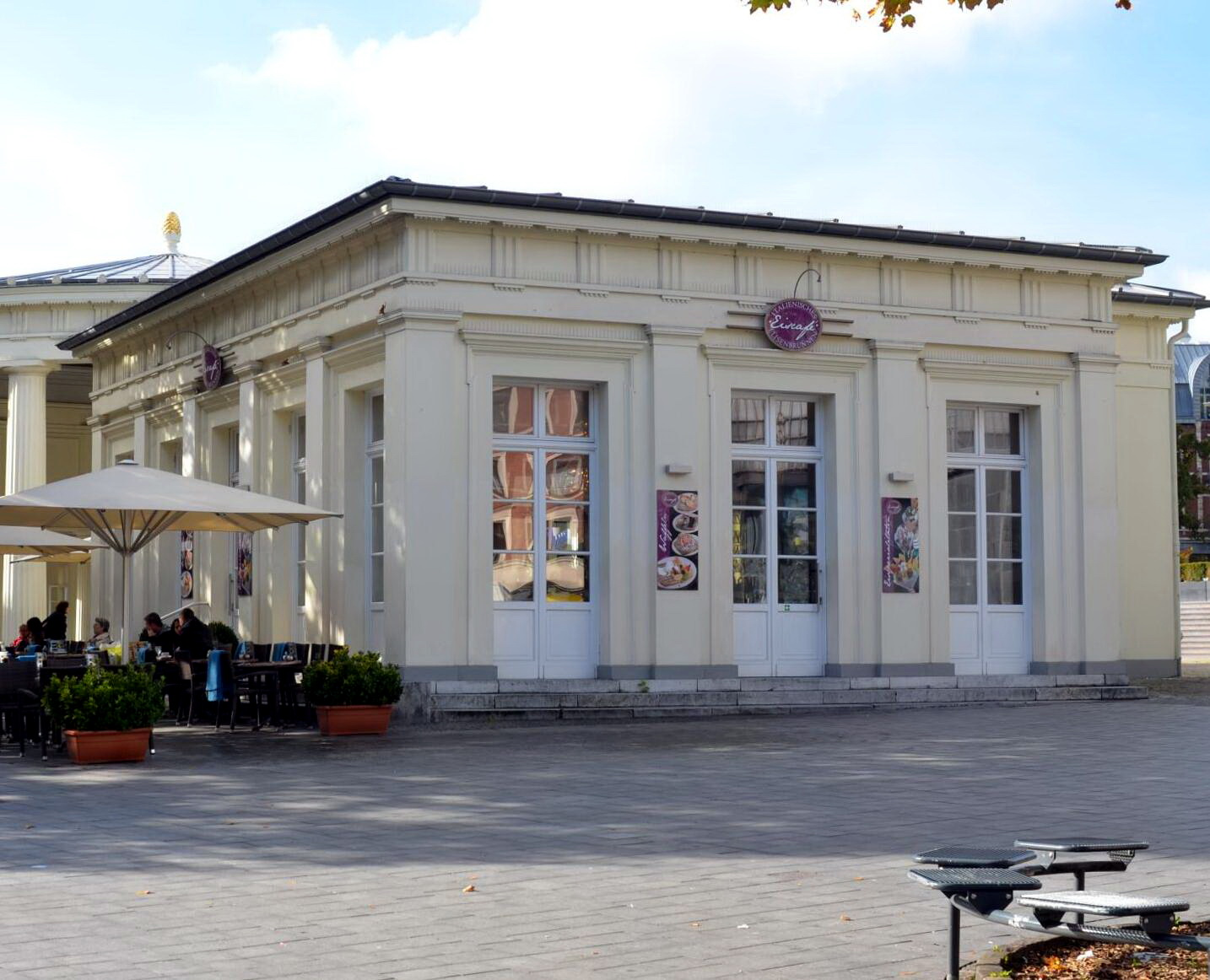
Noordpaviljoen
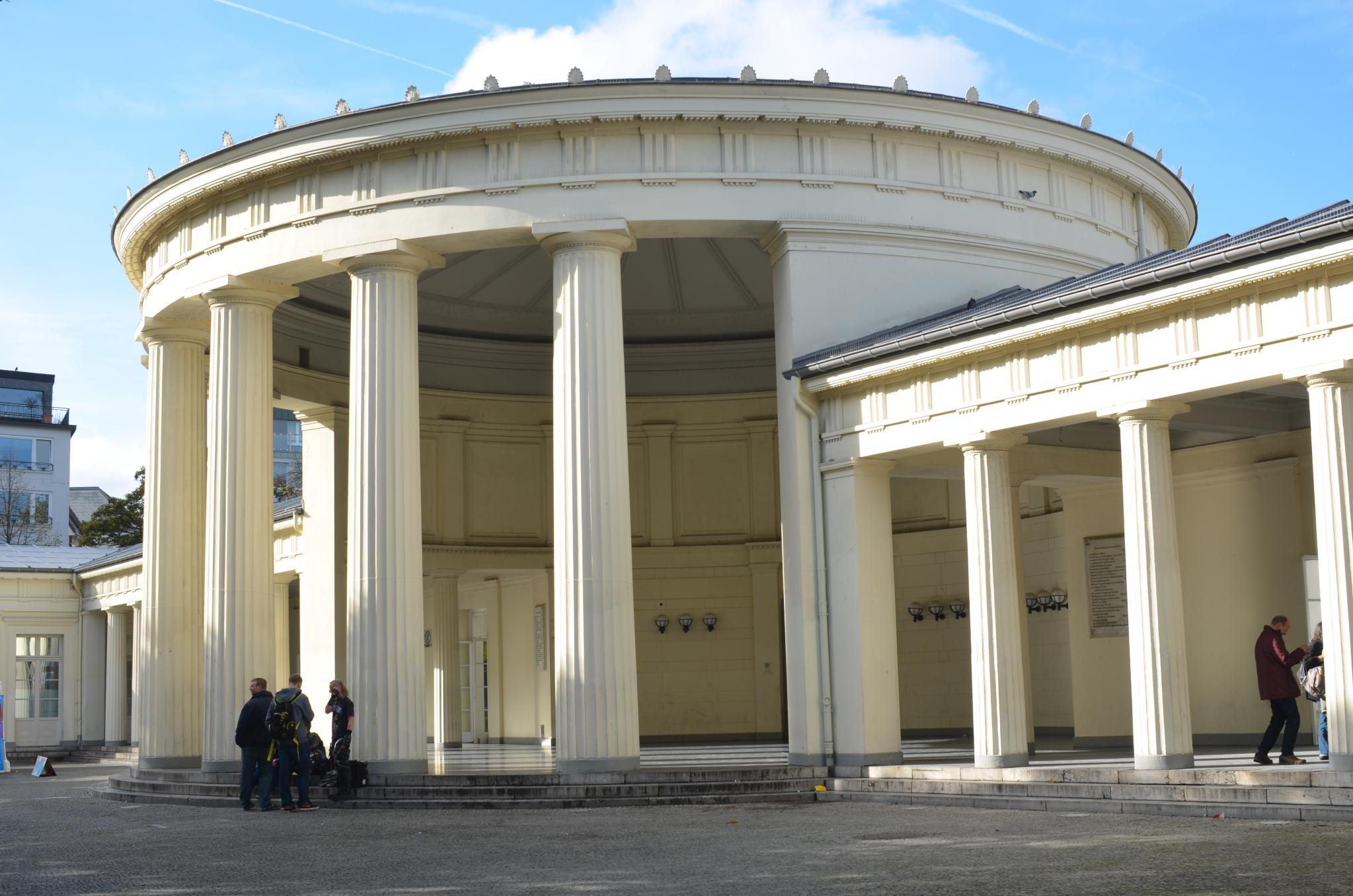
Middenpaviljoen (rotunda)
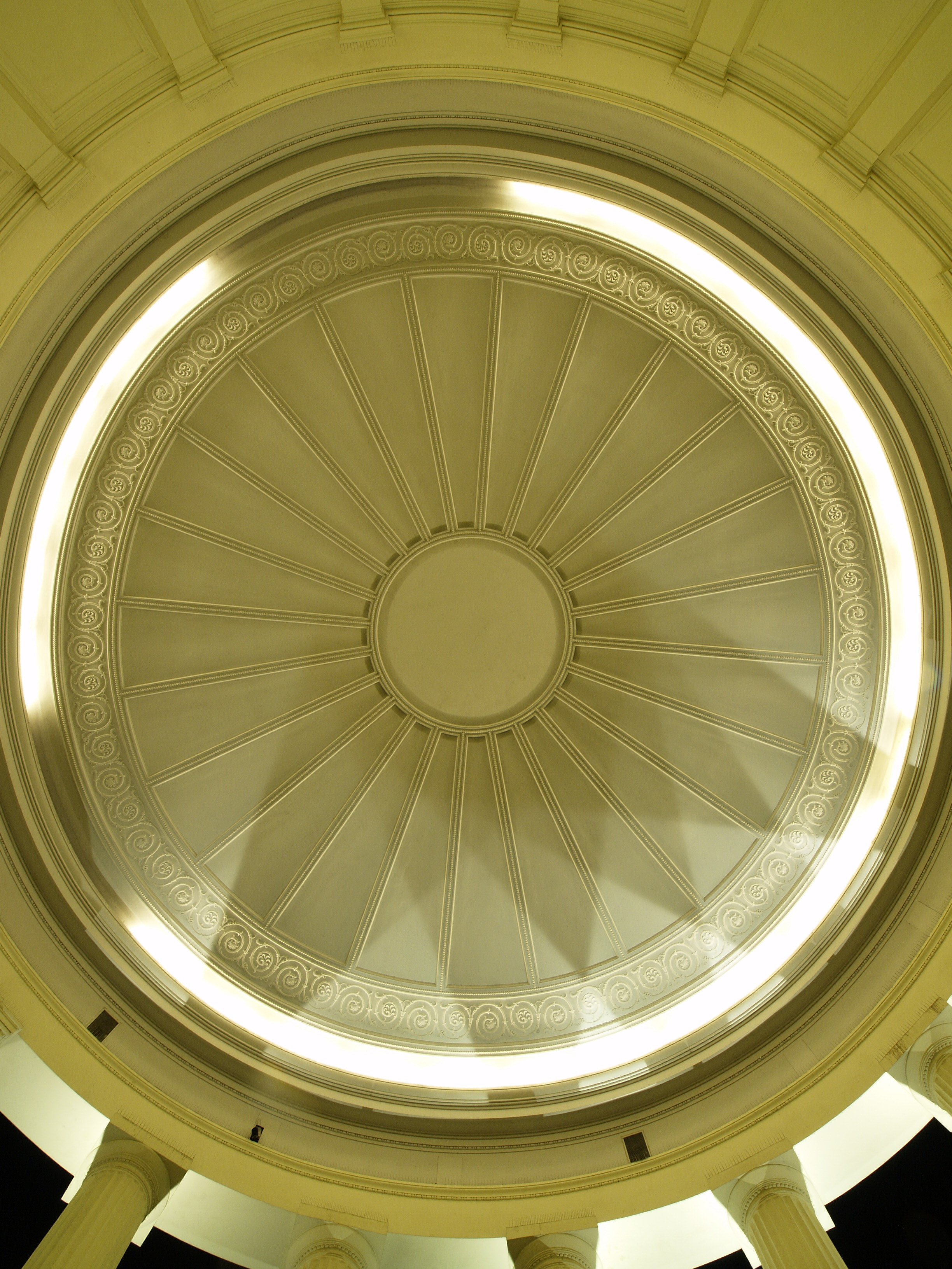
Idem, koepel
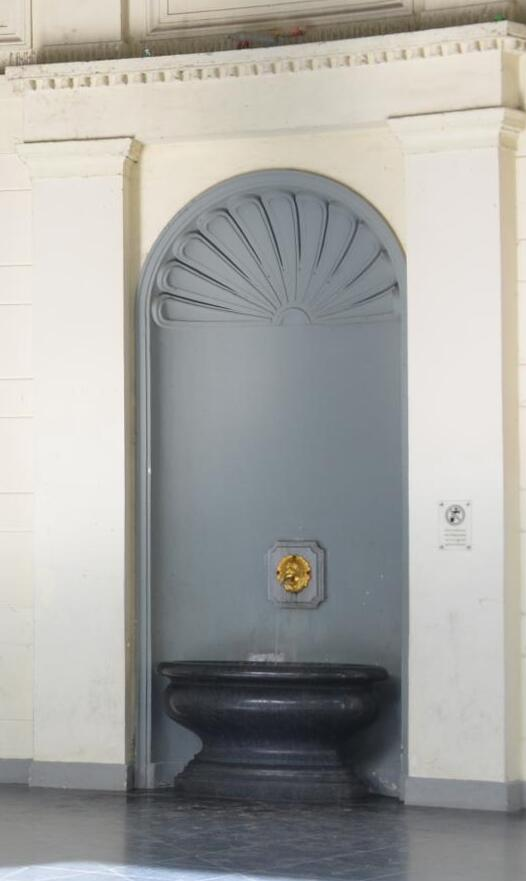
Drinkfontein
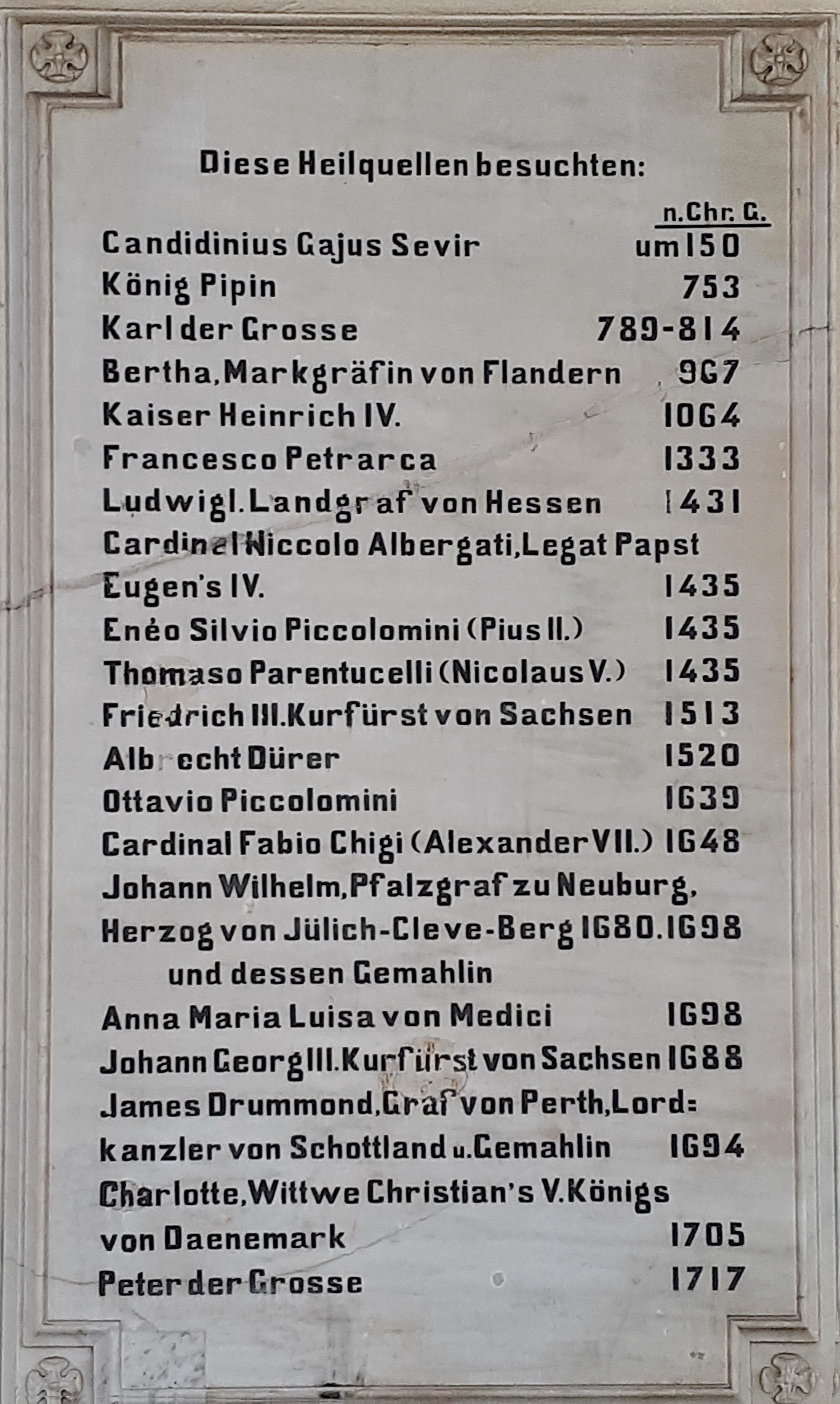
Plaquette
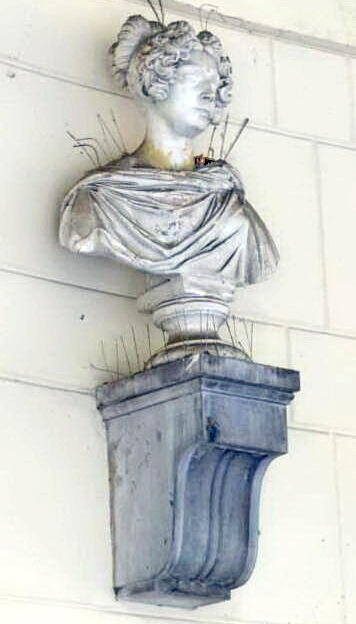
Buste
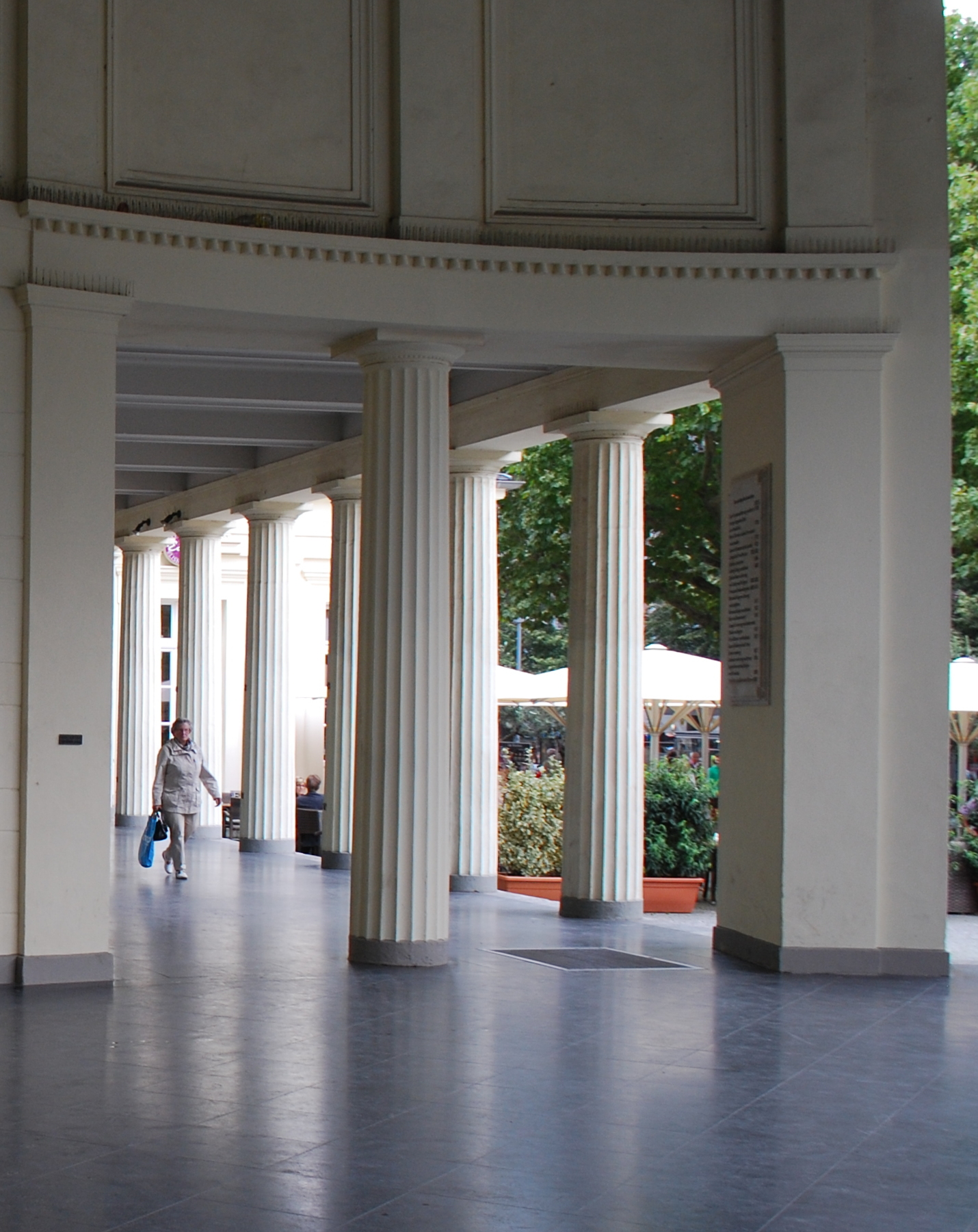
Colonnade
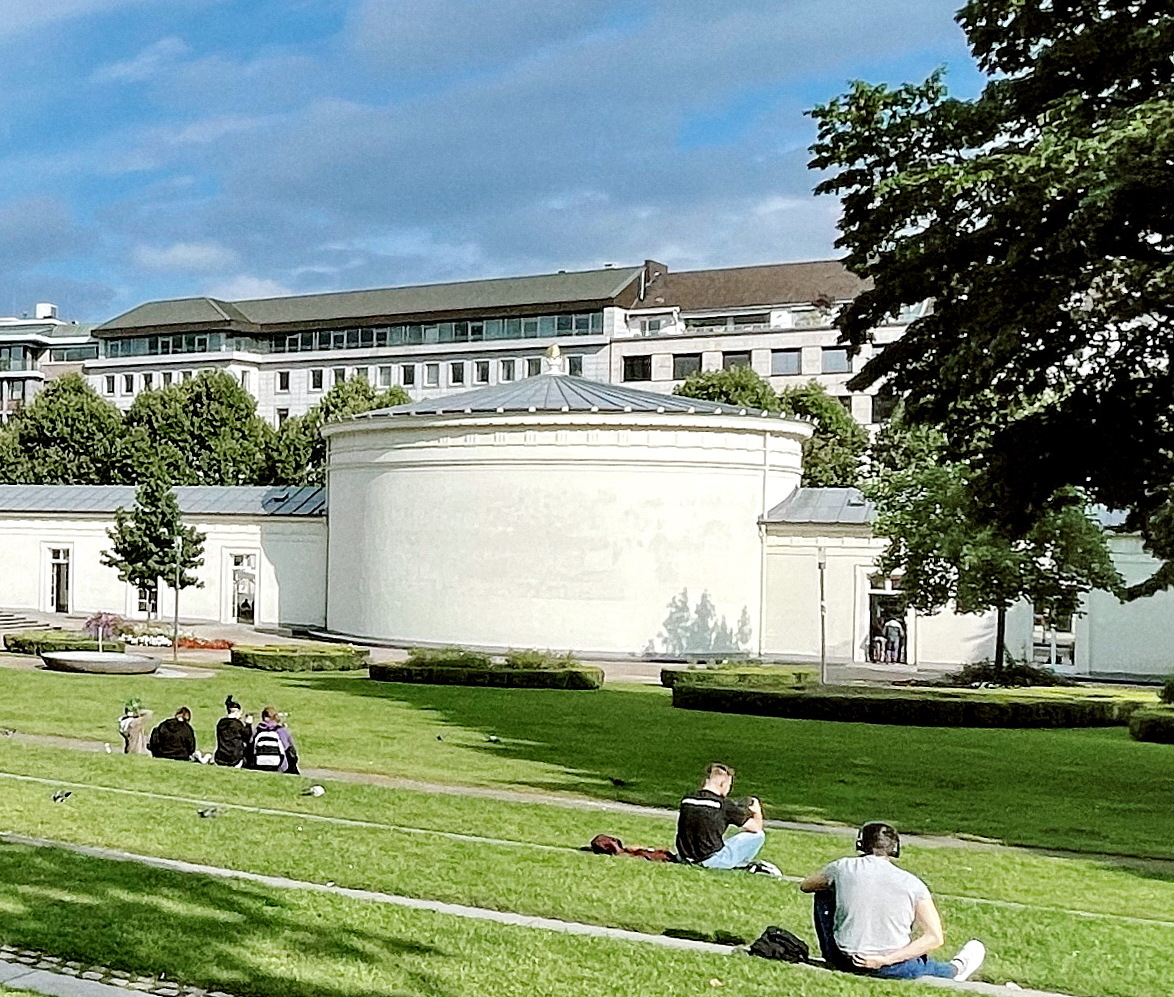
Parkzijde

## Varia
- Archeologische opgravingen begin jaren 2010 in de Elisengarten leidden tot de vondst van talrijke artefacten, daterend van het neolithicum tot de late middeleeuwen. Midden in het park is in 2013 een 'archeologische vitrine' ingericht, een open paviljoen van glas en staal waarin opgravingsrestanten zijn te bekijken.[6]
- De bushalte Elisenbrunnen is anno 2025 met 42 busverbindingen een van de drukste knooppunten binnen het netwerk van het Akense openbaarvervoersbedrijf ASEAG (inclusief enkele lijnen van het Nederlandse Arriva en het Waalse TEC).